# Арагац (газета)
«Арагац» — газета вірменської громади України.

## Історія
«Арагац», газета Київського вірменського товариства, почала видаватися з вересня 1994 року кількатисячним накладом українською та вірменською мовами як додаток до газети Верховної Ради України «Голос України». Її засновники — держкомітет України у справах національностей та міграції, редакція газети «Голос України» та редакція газети «Арагац».
З перших років незалежності в Україні виходили у світ додатки до парламентської газети «Голос України»: болгарською мовою «Роден край», вірменською — «Арагац» та ін., спостерігалась тенденція переходу періодичних видань на національну мову. Часописи національних меншин, зазвичай, оздоблені національною символікою, в них як гасла використовуються вислови видатних діячів свого народу.
Головний редактор газети «Арагац» — Церунян Женя Мушегівна, філолог за освітою. Викладала в школі вірменську мову і літературу. Працювала науковим співробітником Єреванського інституту іноземних мов.
Один із авторів «Арагацу» і член редколегії Вазген Балаян зауважував: "Є такий вираз «дарунок долі». Зазвичай його вживають, коли треба охарактеризувати щось несподіване, неповторне, безцінне. Гадаю не помилюся, якщо скажу, що саме таким дарунком долі для вірменського населення України є газета «Арагац».
До складу редакційної колегії входили В.Балаян, Г.Вартанов, М.Нестерчук, Л.Підлужний, Ж.Церунян. Редактор двомовної вірменсько-української газети «Арагац» Женя Церунян відзначалася своїми науковими дослідженнями на сторінках академічних журналів Вірменії.
На паспорті видання — Вірменське нагір'я й найвища гора Вірменії — згаслий вулкан Арагац (Алагез), висота якого 4090 м, схили, вкриті високогірними луками й снігами. Тут же пояснення: «Арагац — велична гора в серці Вірменії та її народу», Герб Вірменії, насичений різноманітною символікою, зрозуміти яку людині, не обізнаній з культурою давнього народу, неможливо. Шрифт, яким написано назву видання, стилізований під вірменську графіку. За гасло слугують слова Мовсеса Хоренаці: «Хоча народ ми невеликий…, однак гідні того, щоб нас внесли в літописи». Мовсес Хоренаці (роки народження й смерті невідомі) — вірменський історіограф У — початку УІ ст., прозваний батьком вірменської історії. Навчався в Єгипті, в Александрії. Учень Месропа Маштоца — вірменського просвітителя, творця вірменської писемності. Був засновником «школи перекладачів», організатором шкіл Східної та Західної Вірменії. Мовсес Хоренаці, його учень, автор «Історії Вірменії» — першої систематизованої історії вірменського народу (із найдавніших часів до 428 р.) написана на підставі вірменських, а також сирійських, грецьких та інших джерел, пам'яток народної творчості, ця праця вірменського мислителя перекладена багатьма мовами світу. (І як знати, чи не відкриють чимало нового для себе українські дослідники, прочитавши цю працю вірменського ученого, про події, що відбувалися в давні часи, і на терені сучасної України?)
Ми прокоментували «паспорт» часопису «Арагац» українською мовою. Зазначимо, що ці ж знаки вірменської національної культури — й на вірменомовному виданні. Для того, щоб «прочитати» їх, довелося звернутися до низки наукових джерел, енциклопедій.
За переписом 1989 року в Україні проживало понад 54200 вірмен, за кількістю ця нацменшина посідала 12 місце. За короткий проміжок часу часопис перетворився на виразника дум і сподівань вірмен, які мешкають в Україні. Арагац — мовний знак національної культури вірменського народу, — напевно ж, для кожного вірменина те саме, що для українця — Дніпро: національна святиня, символ духовності нації.
Газета увійшла в духовне життя вірменської громади, адже «будь-який вірменин, який за волею долі опинився за межами Батьківщини, завжди відчуває нездоланну тугу за рідним краєм. І він нестерпно шукає способи, щоб виразити свій біль за втраченою Батьківщиною», — зазначав Вазен Балаян . і досі видання подає актуальну інформацію про події на етнічній Батьківщині, в Україні, світі. Переважають матеріали, котрі спрямовані на зближення й взаєморозуміння народів, на плекання взаємолюбові та взаємоповаги.
Читачі у своїх листах до газети називають її «оазою вірменської душі», "духовною ниткою, що єднає їх із Батьківщиною, «бальзамом на рани вірменської душі», «зіркою надії», «мостом дружби». От кілька слів з листів вірменських читачів: «Щоразу, отримуючи газету, я переживаю таке почуття, наче одержую листа з Батьківщини, з дому. Приємно і радісно це мені, наче зменшується туга…» (Гагик Аванесян із Луганщини). "Кожен номер «Арагаца» нагадує мені Батьківщину, шматочок рідного дому. Для мене день одержання газети — свято душі, начебто зустрічаюся з рідною людиною " (Каріне Саакян із Рівненщини). «Як мати-вірменка, вірменська читачка висловлюю глибоку вдячність за чудову газету. Щомісяця я чекаю її з нетерпінням» (Емма Макарян із Донецька).
Газета «Арагац» має сторінку в мережі «Фейсбук».